# جاكويز ماغوما
جاكويز إلوندا ماغوما (بالفرنسية: Jacques Maghoma)‏ (مواليد 23 أكتوبر 1987) هو لاعب كرة قدم كونغولي محترف، يلعب كلاعب وسط لصالح نادي برمنغهام سيتي. بدأ مسيرته مع نادي توتنهام هوتسبير، ولعب أيضًا مع ناديي شيفيلد وينزداي وبورتون ألبيون، ومنح مع الأخير لقب أفضل لاعب في دوري الدرجة الثانية الإنجليزي عن موسم 2012–13. ودوليًا، لعب أولى مبارياته الدولية مع منتخب جمهورية الكونغو الديمقراطية عام 2010.

## إحصائيات

### الأندية
آخر تحديث بعد المباريات المكتملة يوم 7 مارس 2017.
| النادي         | الموسم  | الدوري                          | الدوري | الدوري | كأس الاتحاد الإنجليزي | كأس الاتحاد الإنجليزي | كأس رابطة الأندية الإنجليزية المحترفة | كأس رابطة الأندية الإنجليزية المحترفة | أخرى | أخرى  | المجموع | المجموع |
| النادي         | الموسم  | القسم                           | ظهور   | أهداف  | ظهور                  | أهداف                 | ظهور                                  | أهداف                                 | ظهور | أهداف | ظهور    | أهداف   |
| -------------- | ------- | ------------------------------- | ------ | ------ | --------------------- | --------------------- | ------------------------------------- | ------------------------------------- | ---- | ----- | ------- | ------- |
| بورتون ألبيون  | 2009–10 | الدوري الإنجليزي الدرجة الثانية | 35     | 3      | 1                     | 1                     | 1                                     | 0                                     | 1    | 0     | 38      | 4       |
| بورتون ألبيون  | 2010–11 | الدوري الإنجليزي الدرجة الثانية | 41     | 4      | 4                     | 1                     | 0                                     | 0                                     | 0    | 0     | 45      | 5       |
| بورتون ألبيون  | 2011–12 | الدوري الإنجليزي الدرجة الثانية | 36     | 4      | 1                     | 0                     | 1                                     | 1                                     | 1    | 0     | 39      | 5       |
| بورتون ألبيون  | 2012–13 | الدوري الإنجليزي الدرجة الثانية | 43     | 15     | 4                     | 1                     | 1                                     | 1                                     | 2    | 1     | 50      | 18      |
| بورتون ألبيون  | المجموع | المجموع                         | 155    | 26     | 10                    | 3                     | 3                                     | 2                                     | 4    | 1     | 172     | 32      |
| شيفيلد وينزداي | 2013–14 | دوري البطولة الإنجليزية         | 25     | 2      | 4                     | 1                     | 1                                     | 0                                     | —    | —     | 30      | 3       |
| شيفيلد وينزداي | 2014–15 | دوري البطولة الإنجليزية         | 32     | 0      | 1                     | 0                     | 3                                     | 1                                     | —    | —     | 36      | 1       |
| شيفيلد وينزداي | المجموع | المجموع                         | 57     | 2      | 5                     | 1                     | 4                                     | 1                                     | —    | —     | 66      | 4       |
| برمنغهام سيتي  | 2015–16 | دوري البطولة الإنجليزية         | 40     | 5      | 1                     | 0                     | 3                                     | 1                                     | —    | —     | 44      | 6       |
| برمنغهام سيتي  | 2016–17 | دوري البطولة الإنجليزية         | 20     | 3      | 0                     | 0                     | 1                                     | 0                                     | —    | —     | 21      | 3       |
| برمنغهام سيتي  | المجموع | المجموع                         | 61     | 8      | 1                     | 0                     | 4                                     | 1                                     | —    | —     | 66      | 9       |
| المجموع        | المجموع | المجموع                         | 273    | 36     | 16                    | 4                     | 11                                    | 3                                     | 4    | 1     | 304     | 44      |

1. 1 2  الظهور في فوتبول ليغ تروفي
2. ↑  الظهور في مباريات الدوري الإنجليزي الدرجة الثانية الإقصائية

### المنتخب
آخر تحديث من المباريات المكتملة يوم 8 أكتوبر 2016.
| المنتخب الوطني              | العام   | الظهور | الأهداف |
| --------------------------- | ------- | ------ | ------- |
| جمهورية الكونغو الديمقراطية | 2010    | 1      | 0       |
| جمهورية الكونغو الديمقراطية | 2015    | 5      | 0       |
| جمهورية الكونغو الديمقراطية | 2016    | 5      | 0       |
| المجموع                     | المجموع | 10     | 0       |

## الألقاب
فردية
- أفضل تشكيلة لاعبين في الدوري الإنجليزي الدرجة الثانية: 2012–13[12]

## روابط خارجية
- جاكويز ماغوما على موقع قاعدة بيانات كرة القدم.إي يو (الإنجليزية)
- جاكويز ماغوما على موقع ناشيونال فوتبول تيمز (الإنجليزية)
- جاكويز ماغوما على موقع Soccerbase.com (لاعب) (الإنجليزية)
- جاكويز ماغوما على موقع Soccerway.com (الإنجليزية)
- جاكويز ماغوما على فرق كرة القدم الوطنية.كوم